# Curicó
Curicó ist eine Stadt in der Mitte des südamerikanischen Anden-Staates Chile. Sie gehört zur Provinz Curicó der Región del Maule und hat 126.092 Einwohner (Stand: 16. April 2017).
Der Name Curicó kommt aus der Sprache Mapudungun und bedeutet schwarzes Wasser (Curi = schwarz; Co = Wasser).

## Geografie
Curicó liegt in Mittelchile, etwa 194 km südlich von Santiago in der Región del Maule (Region VII).
- 208 m über dem Meeresspiegel
- Fläche der Provinz Curicó: 1328 km²
- Flüsse um Curicó: Río Mataquito, Río Teno und Río Lontué
- Curicó liegt an der Panamericana.

Die Tages- und Nachttemperaturen schwanken relativ stark. Dies schafft für einige Rebsorten ideale Bedingungen. Das Klima ist mediterran.

## Geschichte

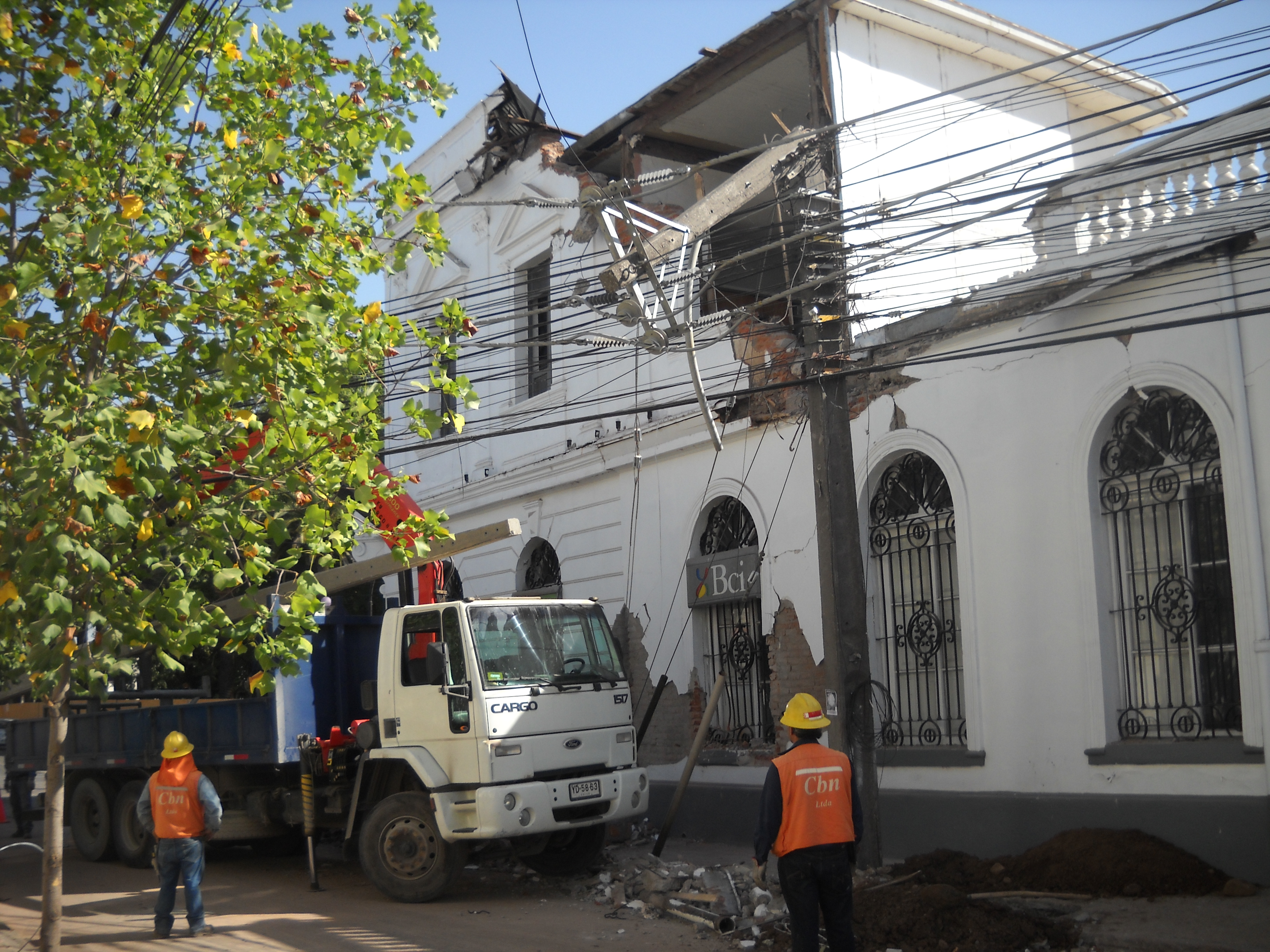
Curicó nach dem Beben von 2010

Curicó wurde am 9. Oktober 1743 unter dem Namen San José de Buena Vista von José Antonio Manso de Velasco auf einem von Lorenzo de Labra gespendeten Land gegründet.
Aufgrund einer Anordnung von Domingo Ortiz de Rozas vom 1. Oktober 1747 wurde der Plan der Stadt an ihrem heutigen Standort gezeichnet, auf einem von Pedro Barrales und seiner Frau Ana Méndez gespendeten Grundstück. Der Richter der königlichen Audienz, José Clemente de Traslaviña, war für die Abgrenzung der Stadt und die Verteilung der Grundstücke verantwortlich, unterstützt von Domingo Martínez Donoso.
Die Kirche Iglesia San Francisco entstand 1731 und kam 1758 an ihren heutigen Standpunkt.
Am 1. August 1830 erhielt Curicó den Titel einer Stadt und diente bis 1840 als Hauptstadt der Provinz Colchagua.
Beim Erdbeben am 27. Februar 2010 wurden 90 % des historischen Stadtkerns und damit fast 60 % der gesamten Stadt zerstört.

## Tourismus
Zwischen dem 15. und 20. März feiert die Stadt jedes Jahr ein großes Weinfest, die 'Fiesta de la Vendimia'. In der Region gibt es eine eigene Weinstraße, die Ruta del Vino en el Valle de Curicó.
Potrero Grande liegt etwa 30 km von Curicó entfernt. Ein hügeliges Gebiet ideal zum Wandern und Campen mit großen Wäldern und Wasserfällen. Die Flüsse um Curicó sind bei Trekking-Freunden beliebt.

## Wirtschaft
In der Region um Curicó hat sich in ein beachtliches Weinanbaugebiet entwickelt. Auch als Obst-Anbaugebiet hat Curicó eine Bedeutung.

## Söhne und Töchter der Stadt
- Tomás Guevara (1865–1935), Historiker, Ethnologe und Pädagoge
- Benito Rebolledo (1880–1964), Maler
- Alberto Rey (1915–2001), Harfenist
- Carlos Ruz (1923–1946), Fußballspieler
- Raúl Pino (1925–2002), Fußballtrainer
- Luis Hernán Álvarez (1938–1991), Fußballspieler
- Patricio Ormazábal (* 1951), Fußballspieler und -trainer
- Patricio Bonhomme (* 1954), Fußballspieler
- Alejandra Ramos (* 1958), Mittelstreckenläuferin
- Raúl Muñoz (* 1975), Fußballspieler
- Cristián Álvarez (* 1980), Fußballspieler und -trainer
- Iván Álvarez (* 1980), Fußballspieler
- Claudio Maldonado (* 1980), Fußballspieler
- Eduardo Lobos (* 1981), Fußballspieler
- Claudio Arancibia (* 1984), Fußballspieler
- Felipe Hernández (* 1988), Fußballspieler
- Rafael Caroca (* 1989), Fußballspieler
- José Martínez (* 1991), Fußballspieler
- Belén Ludueña (* 1992), Tennisspielerin
- Catalina Soto (* 2001), Radsportlerin